# آویتوس
آویتوس با نام کامل مارکوس ماسیلیوس فلاویوس اپارکیوس آویتوس (به لاتین: Marcus Maecilius Flavius Eparchius Avitus) (زادهٔ در حدود ۳۹۵ - درگذشتهٔ ۴۵۶ یا ۴۵۷) امپراتور روم غربی از ۴۵۵ تا ۴۵۶ بود.

## زندگینامه

### سال‌های آغازین
آویتوس فرزند خانواده‌ای ثروتمند و برجسته از اهالی ناحیهٔ آرورنیان در گل بود. او در ابتدا به تحصیل قانون پرداخت اما دیری نپایید که تمام وقت خود را صرف حرفهٔ نظامی کرد و در ۴۳۷ به مقام عالی «سرور سربازان» دست یافت و فرماندهٔ پرتورینها در گل شد. او ارتباط نزدیکی با دربار ویزیگوتها در تولوز داشت و در جنگ بین رومیان و ویزیگوت‌ها در ۴۳۷ توانست صلح را بین دو طرف برقرار سازد. او با تئودوریک یکم، پادشاه ویزیگوت‌ها طرح دوستی ریخت و توانست بعدتر نفوذ زیادی بر او داشته باشد. آویتوس در ۴۵۱ تئودوریک یکم را بر آن داشت تا همراه آئتیوس علیه آتیلا، فرمانروای هونها وارد جنگ شود که در نتیجهٔ این اتحاد، پیروزی بزرگی نصیب رومیان شد. تئودوریک یکم در این نبرد کشته شد اما پسر و جانشینش تئودوریک دوم نیز دوستی نزدیکی با آویتوس داشت.

### امپراتوری
آویتوس در ۴۵۵ از سوی پترونیوس ماکسیموس، امپراتور جدید روم غربی بار دیگر به فرماندهی سپاهیان منصوب و به عنوان سفیر به دربار ویزیگوت‌ها فرستاده شد. اما ماکسیموس کمی بعد در همان سال به قتل رسید و گوت‌ها پس از باخبر شدن از این موضوع، آویتوس را در تولوز امپراتور خواندند و رومی‌های گالی‌تبار در آرلو نیز آن را تأیید کردند.
آویتوس در ۹ ژوئیه ۴۵۶ به امپراتوری رسید و پس از چندی در همان سال به ایتالیا سفر کرد تا به عنوان امپراتور جدید تاج و تخت را در دست گیرد. اما بخش بزرگی از سنای روم با امپراتوری یک فرد گالی‌تبار مخالف بودند و خطر گایسریک، پادشاه وندالها که رم را غارت کرده بود نیز هنوز دفع نشده بود. پس آویتوس برای مقابله با وندال‌ها فردی سوئبی به نام ریکیمر (نوهٔ والیا، پادشاه پیشین ویزیگوت‌ها) را به فرماندهی سپاه انتخاب کرد. ریکیمر در سیسیل توانست از ورود وندال‌ها به آگریژنتوم (آگریجنتوی امروزی) جلوگیری نماید و در نبرد دریایی سال ۴۵۶ در نزدیکی جزیره کرس پیروز شود. از سوی دیگر تئودوریک دوم، متحد آویتوس، سوئبی‌ها را در اسپانیا درهم کوبید. با این وجود نفرت نسبت به امپراتور بیگانه هر روز در رم بیشتر می‌شد چون حضور ناوگان وندال‌ها در دریا جلوی واردات غلات به شهر را گرفته بود.

### برکناری و مرگ
ذخایر غذایی رم خیلی زود تمام شد و مردم دچار قحطی شدند. آویتوس برای کنترل اوضاع سربازان گالی و ژرمانی را که با خود آورده بود مرخص نمود تا برای افراد کمتری نیاز به تأمین غذا باشد. اما او برای پرداخت حقوق آنان دچار مشکل شد و برای تهیهٔ پول لازم اقدام به فروش برخی از مجسمه‌های برنزی شهر کرد، کاری که رمیان آن را به چشم فروش میراثشان توسط یک خارجی می‌دیدند. همین موضوع سبب شد تا ریکیمر که اینک قدرت بسیاری در روم باختری یافته بود و نمی‌خواست موقعیتش به خاطر چنین امپراتور نامحبوبی به خطر افتد پس از بازگشتش به رم و با همراهی سنا، آویتوس را از مقام امپراتوری خلع کرد.
از سوی دیگر چون ریکیمر خود سوئبی بود، آویتوس را عامل سرکوب سوئبی‌ها به دست تئودوریک دوم در اسپانیا می‌دانست و از این موضوع رنجیده خاطر شده بود. آویتوس و محافظانش خواستند به گل فرار کنند اما در نزدیکی پلاسنتیا دستگیر شدند. ریکیمر برای آرام ساختن اوضاع مقام اسقفی پلاسنتیا را در اکتبر ۴۵۶ به امپراتور برکنار شده اعطا کرد. کمی بعد آویتوس باخبر شد که سنا حکم اعدام او را صادر کرده‌است، پس به سوی آلپ گریخت تا شاید بتواند با گذر از آن‌ها به گل برسد. اما در طول راه بر اثر ابتلا به طاعون یا به دست آدمکشان از پای درآمد.